# Typhlomyrmex
Typhlomyrmex – rodzaj mrówek, opisany przez Mayra w 1862r.

## Gatunki
- Typhlomyrmex clavicornis  Emery, 1906
- Typhlomyrmex foreli  Santschi, 1925
- Typhlomyrmex major  Santschi, 1923
- Typhlomyrmex prolatus  Brown, 1965
- Typhlomyrmex pusillus  Emery, 1894
- Typhlomyrmex rogenhoferi  Mayr, 1862